# Zu Xin
Zu Xin (祖辛), nome personale Zi Teng (子滕) (... – 1490 a.C.) è stato un re cinese della Dinastia Shang. che regnò dal 1506 a.C. al 1490 a.C., anno della sua morte.
Nello Shiji (Memorie di uno storico) viene indicato da Sima Qian come il quattordicesimo sovrano Shang, succeduto al padre Zu Yi (祖乙). Salì sul trono nell'anno di Wuzi (戊子), stabilendo Bi (庇) come capitale. Regnò per circa 16 anni (secondo gli Annali di bambù solo 14) gli venne assegnato il nome postumo di Zu Xin e gli succedette il fratello più giovane  Wo Jia (沃甲).
Alcune incisioni oracolari su osso rinvenuti a Yin Xu, invece, lo indicano come il tredicesimo sovrano Shang.